# Гарсия Тораль, Марселино
Марсели́но Гарси́я Тора́ль (исп. Marcelino García Toral, более известный как Марселино, исп. Marcelino; род. 14 августа 1965, Вильявисьоса, Астурия) — испанский футболист и футбольный тренер.

## Карьера игрока
Родившийся в астурийском городке Вильявисьоса Марселино провёл свои первые 4 сезона профессиональной карьеры в хихонском «Спортинге», нерегулярно выходя на поле. Лучшим же сезоном для него стал чемпионат Испании 1986/87, в котором его команда финишировала четвёртой, а он появлялся на поле в её составе в 33 матчах; дебютировал же Марселино на высшем уровне 22 декабря 1985 года в ничейном (1:1) гостевом матче против «Сельты».
Марселино был вынужден завершить карьеру игрока в 1994 году в возрасте всего 28 лет, причиной стала травма. До этого он провёл 2 сезона в Сегунде в составе «Расинга» из Сантандера и «Леванте», в обоих случаях его команда вылетала из Сегунды, заканчивал же играть Марселино в выступавшем в низших лигах «Эльче».

## Тренерская карьера
Гарсия Тораль начинал свою тренерскую карьеру в возрасте 33 лет, возглавляя выступающий в низших лигах астурийский клуб «Леальтад». Следующие же пять лет он работал в Сегунде B с командой «Спортинг Хихон Б».
С 2003 по 2005 год Тораль возглавлял уже первую команду «Спортинга», с которой он финишировал на 5-м и 10-м местах в Сегунде, после чего он подписал контракт с другим клубом Сегунды «Рекреативо», который он привёл к выходу в Примеру в первом же своём сезоне в качестве наставника, а в следующем году скромный «Рекреативо» под его руководством занял почётное для себя место середняка в элите испанского футбола, а достижения Марселино были отмечены вручением ему Приза Мигеля Муньоса.
Гарсия Тораль по окончании сезона 2006/07 подал в отставку, возглавив сантандерский «Расинг». Под его руководством в первом же сезоне «Расинг» достиг высочайшего успеха в своей истории, сумев занять 6-е место в чемпионате и квалифицироваться в Кубок УЕФА 2008/2009. Однако 29 мая 2008 года Марселино вновь меняет клуб и возвращается в Сегунду, возглавив «Сарагосу» с задачей вывода её в Примеру, которую он в итоге и выполнил. 13 декабря 2009 года после череды неудовлетворительных результатов (последним стало домашнее поражение (1:2) от «Атлетика Бильбао»), Тораль был уволен из «Сарагосы».
В начале февраля 2011 года Марселино возвращается на должность наставника сантандерского «Расинг», заменив на этом посту уволенного Мигеля Анхеля Португаля.
Гарсия Тораль был назначен главным тренером «Севильи» перед сезоном 2011/12. 6 февраля 2012 после 7 игр «Севильи» без побед и последнего домашнего поражения (1:2) от «Вильярреала» Марселино был уволен с поста главного тренера клуба, занимавшего в это время 11-ю строчку в таблице чемпионата.
По ходу сезона 2012/13 Тораль возглавил выступавший в Сегунде «Вильярреал», которому помог вернуться в Примеру. В следующих двух сезонах «Вильярреал» занял шестое место и квалифицировался в Лигу Европы (в сезоне 2015/16 команда в этом турнире дошла до стадии полуфинала). В сезоне 2015/16 «жёлтая субмарина» заняла в Примере четвёртое место, дающее право выступить в квалификации Лиги чемпионов в следующем сезоне. Несмотря на успехи 10 августа 2016 тренер был отправлен в отставку, о причинах такого решения не сообщается.
Почти год Тораль оставался без работы, пока 11 мая 2017 года не стало известно, что он дал согласие возглавить «Валенсию» после сезона 2016/17. Под его руководством команда два года подряд занимала четвёртое место в Примере, а также выиграла Кубок Испании и доходила до полуфинала Лиги Европы УЕФА. Несмотря на успешные результаты, 11 сентября 2019 года Марселино был уволен с поста главного тренера «Валенсии» из-за конфликта с президентом клуба Питером Лимом.
3 января 2021 года вернулся к тренерской работе, заключив контракт с клубом «Атлетик Бильбао». А уже 17 января команда под его руководством в дополнительное время обыграла «Барселону» со счётом 3:2 (2:2 в основное время) в финале Суперкубка Испании, за три дня до того переиграв в полуфинале ещё и мадридский «Реал» (2:1).

## Достижения
Тренерские
«Реакреативо»
- Победитель Второго дивизиона Испании: 2005/06

«Валенсия»
- Обладатель Кубка Испании: 2018/19

«Атлетик Бильбао»
- Обладатель Суперкубка Испании: 2020/21

Личные
- Приз Мигеля Муньоса (2): 2006/07, 2017/18
- Приз Мигеля Муньоса (Сегунда): 2008/09[13]